# Helictophanes scambodes
Helictophanes scambodes is een vlinder uit de familie van de bladrollers (Tortricidae). De wetenschappelijke naam van de soort is, als Argyroploce scambodes, voor het eerst geldig gepubliceerd in 1911 door Edward Meyrick.

## Type
- lectotype: "male"
- instituut: BMNH, Londen, Engeland
- typelocatie: "Australia, Queensland, Cairns"